# Lorenzos Öl (Film)
Lorenzos Öl ist der Titel eines Filmdramas aus dem Jahr 1992, das auf wahren Begebenheiten beruht (siehe Lorenzos Öl). Das Drehbuch schrieben George Miller und Nick Enright.

## Handlung
In dem Film wird die Geschichte von Lorenzo Odone erzählt, der an der seltenen Krankheit Adrenoleukodystrophie (ALD) leidet. Da die Odones sich mit der infausten Prognose nicht zufriedengeben, wenden sie sich an verschiedene Ärzte, die aber jeweils nur auf ihrem Gebiet Spezialisten sind. Da das Problem aber viele Wissenschaftsbereiche durchzieht, bringt diese Vorgehensweise die Eltern nicht weiter. Sie vertiefen sich deshalb in medizinische Fachbücher. Dabei stoßen sie auf ein polnisches Experiment mit einfach ungesättigtem Rapsöl, von dem sie glauben, dass es Lorenzos Krankheit möglicherweise verlangsamen kann. Doch die Ärzte wollen zunächst nicht darauf eingehen, da keine Studien existieren, in denen Auswirkungen auf Menschen getestet worden wären. Die Odones geben trotz des Risikos ihrem Kind das Rapsöl, und es hilft, aber nicht vollständig. Der Vater forscht weiter und macht eine Entdeckung. Aber ein weiteres Mal wird ihm von akademischer Seite nicht geholfen. Durch viel Arbeit und gute Kontakte kommt er an ein weiteres Öl, das zusammen mit dem ersten das Kind vor weiteren Schäden weitgehend bewahrt. Dieses Öl wird später Lorenzos Öl genannt. Der Vater versucht weiter, seinem Jungen zu helfen und unterstützt Zelltransplantationen an Tieren, in der Hoffnung, dass diese vielleicht später mal Menschen helfen könnten.
Am Schluss des Films wendet sich das Blatt für Lorenzo. Nachdem der Film die gesamte Zeit seinen Leidensweg und den seiner Familie gezeigt hat, bis er zuletzt in einem Koma-ähnlichen Zustand auf dem Bett lag und nicht einmal seinen Speichel schlucken konnte, sieht man nun in den letzten Minuten wie Lorenzo sich bemerkbar macht, die Augen und dann die Finger bewegt.
Der Spielfilm beschreibt den Lebensweg Lorenzos von Juli 1983 bis Ende 1992. Er endet mit einem Standbild, in dem der eingeblendete Text darauf hinweist, dass Lorenzo weiter Fortschritte macht und sich schon durch Laute bemerkbar machen kann.

## Kritiken
„Die packende Darstellung couragierten menschlichen Verhaltens unterscheidet den Film positiv von ähnlichen Aufbereitungen tatsächlicher Ereignisse, doch die Überbetonung emotionaler Effekte hinterläßt einen faden Nachgeschmack.“

„George Miller meldet sich nach sechsjähriger Ruhepause mit einem beeindruckenden und stellenweise schlicht grandiosen Medizinkrimi zurück, der oft packender ist als die gesamte „Mad Max“-Trilogie. Nick Nolte und Susan Sarandon gehen mit ihren Leistungen bis ans Äußerste und setzen dieser wahren Geschichte die Krone auf.“

## Auszeichnungen
Der Film wurde für folgende Preise nominiert:
- Oscar 1993: George Miller, Nick Enright (Drehbuch)
- Oscar 1993: Susan Sarandon (Hauptdarstellerin)
- Golden Globe 1993: Susan Sarandon (Hauptdarstellerin)
- WGA Award 1993: George Miller, Nick Enright (Drehbuch)

## Medien
Phil Collins veröffentlichte 1996 zu dieser Geschichte den Song Lorenzo (Album Dance Into The Light).